# Calendario maya

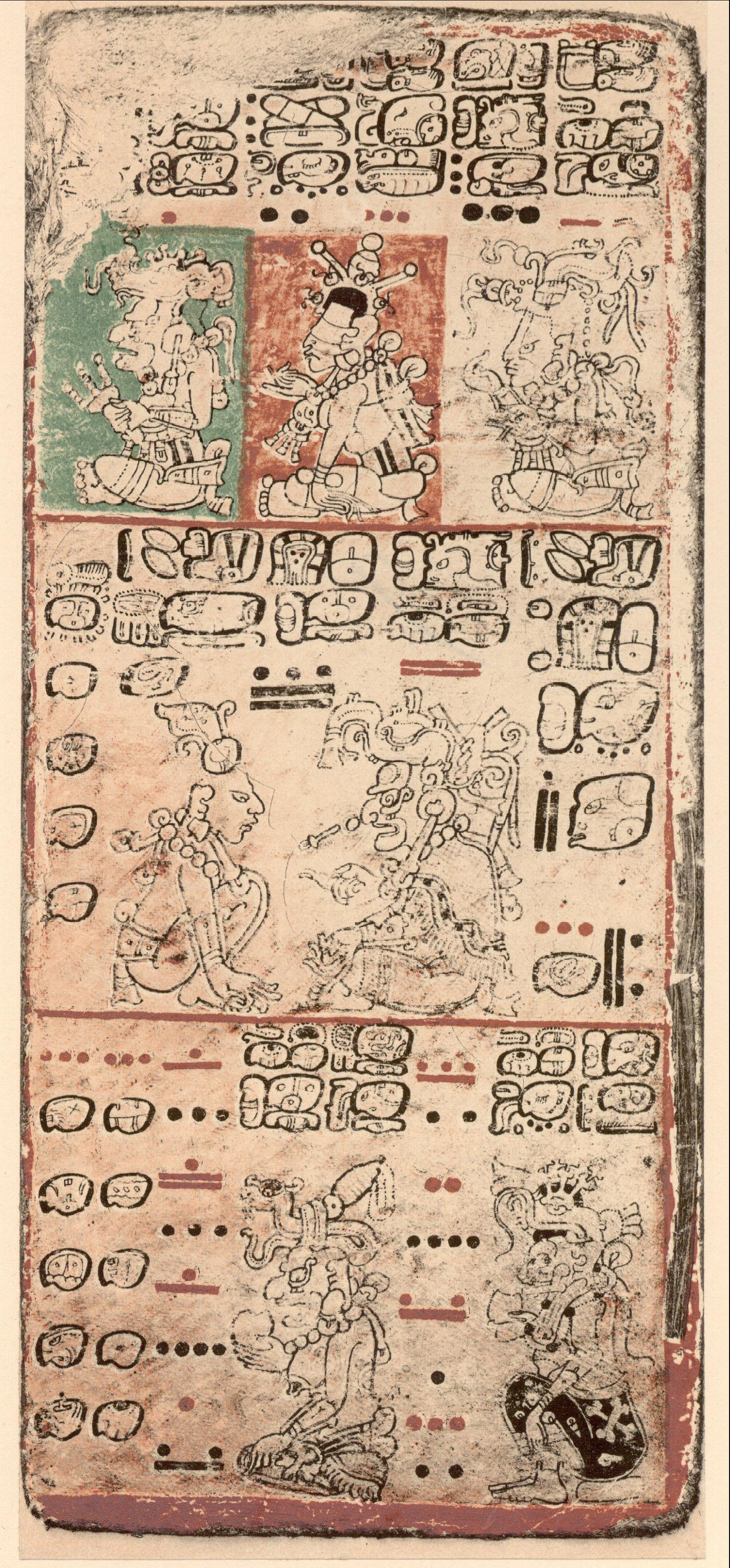
Immagine del Codice di Dresda.

Il Calendario maya è l'ordinamento sulla datazione delle epoche che veniva utilizzato dai Maya e da altri popoli dell'America Centrale (Aztechi e Toltechi). Si tratta di un calendario molto elaborato, basato su più cicli di durata diversa:
- il ciclo Tzolk'in aveva una durata di 260 giorni;
- il ciclo Haab' aveva una durata di 360 giorni, più i "cinque giorni fuori dal tempo";
- il Lungo computo indicava il numero di giorni dall'inizio dell'era maya.

Ad esempio, la data del 5 luglio 2006, espressa nel calendario maya, è: 9 Caunac (Tzolk'in), 12 Tzec (Haab'), 12.19.13.7.19 (Lungo computo).

## Il ciclo Tzolkin
Tzolkin, lungo 260 giorni, era un calendario religioso basato su due cicli più brevi, uno di 13 giorni e un altro di 20. La combinazione di questi due cicli formava un ciclo di 260 giorni (13×20 = 260), il ciclo Tzolkin appunto.
Ogni giorno entrambi i cicli avanzavano di uno. Il primo ciclo seguendo una sequenza numerata da 1 a 13, mentre il secondo seguendo una sequenza di nomi: Ahau, Imix, Ik, Akbal, Kan, Chicchan, Cimi, Manik, Lamat, Muluc, Oc, Chuen, Eb, Ben, Ix, Men, Cib, Caban, Etznab, Caunac.
La sequenza risultante era quindi: 1 Ahau, 2 Imix, 3 Ik, 4 acbalas, .... Arrivati a 13 Eb, si riprendeva a contare da 1, ma la successione dei nomi continuava: 1 Ben, 2 Ix, 3 Men, ecc... . Allo stesso modo, terminata la serie dei nomi con il 7 Caunac, si ripartiva da Ahau senza azzerare la numerazione: 8 Ahau, 9 Imix, 10 Ik, e così via. (Quindi i giorni con lo stesso nome non si succedevano con una numerazione progressiva, come accade nei calendari in cui i giorni sono raggruppati per mese, ma secondo la posizione che occupa di 13 giorni, la sequenza quindi era: 1, 8, 2, 9, 3, 10, 4, 11, 5, 12, 6, 13, 7).
I giorni con lo stesso nome e lo stesso numero si ripresentavano quindi dopo un intero ciclo Tzolkin, cioè ogni 260 giorni (essendo 260 il minimo comune multiplo tra 13 e 20).

## Il ciclo Haab'
Il ciclo Haab', lungo 360 giorni, era un calendario civile legato al ciclo delle stagioni. Era composto da 18 "mesi" di 20 giorni. I mesi avevano i seguenti nomi: Pop, Uo, Zip, Zotz, Tzec, Xul, Yaxkin, Mol, Chen, Yax, Zac, Ceh, Mac, Kankin, Muan, Pax, Kayab, Cumku. A questi si aggiungevano 5 giorni chiamati Uayeb, con i quali si raggiungeva la durata di 365 giorni. Questi 5 giorni erano considerati particolarmente sfortunati.
I giorni del mese erano numerati da 0 a 19; i maya infatti conoscevano l'uso dello zero, prima che venisse utilizzato indipendentemente in India.
Le date del ciclo Haab e quelle del ciclo Tzolkin ritornavano a corrispondere tra loro ogni 52 cicli Haab, pari a 73 cicli Tzolkin, pari a 18980 giorni; 18980 (52 anni) è infatti il minimo comune multiplo tra 365 e 260. Il giorno iniziale di questo periodo era il 4 Ahau (Tzolkin) 8 Cumku (Haab).

## Il Lungo computo
Non si usava numerare gli "anni" né del ciclo Tzolkin, né del ciclo Haab. Invece si utilizzava il Lungo computo: una numerazione progressiva dei giorni in un sistema di numerazione posizionale misto in base 13, 18 e 20. Precisamente si trattava di un numero di cinque "cifre": la prima (quella delle "unità") in base 20, la seconda (le "decine") in base 18, la terza e la quarta di nuovo in base 20, la quinta in base 13. Queste "cifre" si scrivono da sinistra a destra, come per i numeri arabi; nella notazione moderna, si scrivono i numeri corrispondenti separati da punti, ad esempio 12.19.13.7.18 (corrispondente al 4 luglio 2006).
Il ciclo completo del Lungo computo era quindi di 20×18×20×20×13 = 1 872 000 giorni (circa 5125 anni), ed era multiplo del ciclo Tzolkin di 260 giorni. Le prime quattro cifre si contavano a partire da 0 (quindi la seconda andava da 0 a 17, le altre da 0 a 19), la quinta invece andava da 1 a 13, con il 13 avente la funzione di zero. Il primo giorno del lungo computo era il 13.0.0.0.0, data che è ripetuta il 21 dicembre 2012.
L'unità più piccola del Lungo computo era il giorno, detto K'in.
I periodi dopo i quali si ripeteva ciascuna cifra avevano i seguenti nomi:
- 20 giorni (prima cifra): uinal;
- 360 giorni (seconda cifra, 18 × 20 = 360): tun;
- 7 200 giorni (terza cifra, 20 × 360 = 7 200): k'atun;
- 144 000 giorni (quarta cifra, 20 × 7 200 = 144 000): b'ak'tun;
- la quinta cifra si ripete dopo il ciclo completo di 1 872 000 giorni (13 × 144 000 = 1 872 000).

Secondo i Maya, ciascun ciclo del Lungo computo corrisponde ad un'era del mondo; il passaggio da un'era all'altra è segnata dunque da un cambiamento positivo preceduto da eventi più o meno significativi. Il quarto ciclo è iniziato l'11 agosto 3114 a.C. e si è concluso il 21 dicembre 2012, data di inizio del nuovo ciclo.
Il Lungo computo dei calendari mesoamericani è alla base di una credenza New Age, prevista per la prima volta da José Argüelles, che un cataclisma sarebbe dovuto avvenire il giorno 21 dicembre 2012 o in vicinanza ad esso, una previsione considerata sbagliata dalla corrente principale degli studiosi degli antichi Maya, eppure è stata comunemente citata nei mezzi di comunicazione di cultura popolare come il problema del 2012.
«Per gli antichi Maya, si doveva tenere un'enorme celebrazione alla fine di un intero ciclo» dice Sandra Noble, la executive director della Foundation for the Advancement of Mesoamerican Studies (Inc.), a Crystal River, in Florida. «Rendere il 21 dicembre 2012 come un Giorno del giudizio o un momento di cambiamento cosmico» dice «è una completa invenzione e una possibilità per molte persone di fare profitto».

## Calcolo del calendario maya
Il programma GNU Emacs può calcolare le funzioni del calendario maya (e di diversi altri calendari). Occorre per prima cosa aprire il calendario con il comando "M-x calendar", oppure con il mouse selezionando "Display calendar" dal menu "Tools"; quindi si porta il cursore sul giorno di cui si vuole conoscere la data maya, e si dà il comando "p m" o "M-x calendar-print-mayan-date", oppure si preme il tasto mediano (o la rotellina) del mouse e si seleziona "Other calendars". È possibile anche cercare una specifica data del calendario maya ("g m l" per una data del Lungo computo). Si tenga presente che GNU Emacs usa il calendario gregoriano anche per le date precedenti al 15 ottobre 1582, e che non mostra le date antecedenti al 1º gennaio 1 (3 gennaio 1 nel calendario giuliano, 7.17.18.13.3 nel Lungo computo).